# Yves Nat
Yves Nat, (Béziers (Hérault), 29 de desembre, 1890 - París, 31 d'agost, 1956), va ser un pianista i pedagog francès.

## Biografia
Infant prodigi, va improvisar a l'orgue de la catedral des dels set anys. Va fer el seu primer concert l'any 1910. Després va estudiar a la classe de Paul Rougnon i Louis Diémer al Conservatori de París i va guanyar el primer premi de piano l'any 1907. La seva presència sonora va captivar el públic i els va atraure, malgrat ells, al remolí de una carrera concertística, patrocinada pel gran violinista Eugène Ysaÿe.
A través del seu repertori, es dedica principalment a la música romàntica: Schubert, Schumann, Brahms. A partir de 1935, nomenat professor al Conservatori de París, va interrompre la seva carrera per dedicar-se a la docència. Entre els seus alumnes destaquem: Yuri Boukoff, Reine Gianoli, Claude Kahn, Jean Neveu, Robert Veyron-Lacroix, Jean Martin, Jörg Demus, Geneviève Joy, Gérard Frémy, Odette Gartenlaub, Lucette Descaves, Hélène Liamine, Jean-Bernard Pommier, Santos Ojeda, Marie-Claire Alain, Jacqueline Eymar, Pierre Sancan, Nadia Tagrine, Gisèle Millet, Geneviève Dinand, André Krust, Michel Briguet, Jeanne Marguillard, Catherine Silie i Louis-Claude Thirion.
A la dècada de 1950, va gravar per a "Les Discophiles français" les 32 sonates per a piano completes de Beethoven, i la majoria de les obres per a piano de Schumann, per a qui tenia predilecció. A la seva discografia també apareix una versió notable de la segona sonata de Frédéric Chopin. Els seus enregistraments ofereixen "un so ple de tendresa, una sensació de contrastos, una delicadesa que es barreja amb un joc ple de clarobscurs evocadors. El brillant i el superficial són desterrats de la seva estètica".
Després d'un primer matrimoni infeliç, es va casar amb una de les seves alumnes, Élise Vuillaume, que va morir el 1982. Ives Nat va morir a casa seva, carrer Alfred Bruneau 7 del districte 16 de París, el 31 d'agost de 1956. Està enterrat al cementiri de Passy (divisió 9).
També va compondre obres per a piano, música de cambra i un oratori.

## Obres
- Sonatina per a piano Les Oiseaux (1920)
- L'Enfer, poema simfònic per a solistes, cor i gran orquestra creat l'any 1942
- Valse de la mort, concert per a piano, creat el 1954

## Discografia
Llistat d'enregistraments de "Les Discophiles français", per ordre de publicació:
- Schumann, Novelettes (octubre de 1956, Les Discophiles français DF 51, 30 CM)
- Schumann, Kreisleriana (1955, Les Discophiles français DF 55, 25 CM)
- Schumann, Fantaisie, op 17, Estudis simfònics (1953, Les Discophiles français DF 56, 30 CM)
- Beethoven Sonates per a piano número, 8, 23 i 14, Les Discophiles français DF 57, 30 CM
- Schumann, Toccata, Romances, Arabesque (22 de setembre de 1954, novembre de 1955, Les Discophiles français DF 58, 19 CM)
- Schubert, Els Moments musicals (abans del 6 de maig de 1952, Les Discophiles français DF 72, 17 CM)
- Beethoven, Sonates per a piano números, 24 i 25}} (23 de febrer/5 de maig de 1954, op. 78 i 79, Les Discophiles français DF 73, 17 CM)
- Schumann, Escenes infantils (1954, Les Discophiles français DF 77, 17 CM)
- Chopin, Barcarolle, Fantasy, Sonata número, 2, op. 35 “funeral” (6 de març de 1953, Les Discophiles français DF 84, 25 CM)
- Beethoven, Sonates per a piano nombres 30, 31 i 32 (17 de febrer de 1954, Les Discophiles français DF 109, 30 CM)
- Beethoven, Sonates per a piano números 25, 26, 27 i 28 (3/5 de maig, 14 de juny de 1954, Les Discophiles français DF 125, 30 CM)
- Beethoven, Sonates per a piano números 17, 19, 20 i 21° (21 d'octubre de 1954 i 4 de maig de 1954°, Les Discophiles français DF 126, 30 CM
- Schumann, Escenes infantils, Toccata, Arabesque, Papallones i Romances (1954, Les Discophiles français DF 128, 30 CM)
- Beethoven, Sonates per a piano números 9, 10, 16 i 22 (juny 1953 i 17, 18 novembre 1954, Les Discophiles français DF 133, 30 CM)
- Beethoven, Sonata per a piano número 29 i 32 variacions en C menor, WoO 80 (4, 22, 25-26 d'octubre de 1954 i febrer de 1955, Les Discophiles français DF 144, 30 CM)
- Beethoven, Sonates per a piano nombres 5, 6, 7 i 24 (9/23 de febrer de 1955 i 23 de febrer de 1954, Les Discophiles français DF 145, 30 CM)
- Beethoven, Sonates per a piano números 1, 12 i 13 (abans del 20 de setembre de 1955, Les Discophiles français DF 153, 30 CM)
- Beethoven, Sonates per a piano nombres 2 i 3 (setembre de 1955, Les Discophiles français DF 154, 30 CM)
- Beethoven, Sonates per a piano nombres 4 i 11 (abans del 20 de setembre de 1955, Les Discophiles français DF 155, 30 CM)
- Beethoven, Sonates per a piano números 15 i 18 (abans de setembre de 1955, Les Discophiles français DF 161, 30 CM)
- Brahms, Variacions i fuga sobre un tema de Haendel, op. 24, 2 Rapsodies, op. 79*, 3 Intermezzi, op. 117° (octubre o novembre / 5 de desembre de 1955° i 1956*, Les Discophiles français DF 177, 30 CM)
- Schumann, Fantasiestücke i Humoresque (octubre i novembre de 1955, Les Discophiles français DF 178, 30 CM)
- Yves Nat: Concert, París, 1953: Schumann, Beethoven[6]

Tots aquests enregistraments, l'enginyer de so dels quals és André Charlin, són reeditat per EMI/Warner, abans d'incloure's en una versió completa:
- Brahms i Schubert ("Referències" EMI)
- Beethoven, en una caixa de sonates (8CD EMI)
- Schumann, amb l'addició del Concert (25-26 d'abril de 1933, dirigit per Eugène Bigot) i altres tres opus 12 (1937), 15 (1930). ) i 26 (1938) gravats per a Columbia France (4CD EMI)[7]
- Els seus enregistraments 1930–1956: conté tots els enregistraments de Discophiles Français anteriors, així com els enregistraments produïts per Columbia France entre 1929 i 1938, una entrevista i el seu concert per a piano (4 de febrer de 1954, dirigit per Pierre Dervaux) ("50è aniversari, box set", publicat el 2006, 15 CD EMI).